# Казунь-Польський
Казунь-Польський (пол. Kazuń Polski) — село в Польщі, у гміні Чоснув Новодворського повіту Мазовецького воєводства.
Населення — 399 осіб (2011).
У 1975-1998 роках село належало до Варшавського воєводства.

## Демографія
Демографічна структура станом на 31 березня 2011 року:
|          | Загалом | Допрацездатний вік | Працездатний вік | Постпрацездатний вік |
| -------- | ------- | ------------------ | ---------------- | -------------------- |
| Чоловіки | 206     | 39                 | 148              | 19                   |
| Жінки    | 193     | 19                 | 110              | 64                   |
| Разом    | 399     | 58                 | 258              | 83                   |